# Stredoslovenská galéria
Stredoslovenská galéria v Banské Bystrici je regionální galerie s programovým zaměřením na prezentaci, výzkum a tvorbu sbírek moderního a současného umění. Součástí galerie je i stálá expozice Dominika Skuteckého založená v roce 1956.

## Galerie
Od založení v roce 1956 při Krajském vlastivědném muzeu měla několik správců. Do roku 2007 fungovala pod jménem Štátna galéria v Banskej Bystrici. Od té doby je v působnosti Banskobystrického samosprávného kraje. Ve stálé expozici Dominika Skuteckého probíhá od února 1994 výstava 50 děl tohoto slovenského realistického malíře přelomu 19. a 20. století.
Mezi další výstavy patří Architektura Slovenska před a po roce 1989 ve spolupráci se Spolkem architektů Slovenska Předpremiéra 20 let fotografie na VŠVU, Výstava doktorandů Fakulty výtvarných umění v Banské Bystrici - Roman Rembovský, Juraj Valica a jiné. Galerie spolu s městem Banská Bystrica a garantem Akademií umění uspořádala také soutěžní bienále designu LOGO 2010 i Putování do země zázračna - Slovenská divadla dětem o dětském divadle. Galerie hostuje i putovní výstavy slovenských a zahraničních galerií.
Středoslovenská galéria nabízí také knihovnu se studovnou a s přístupem k monografiím, katalogem a odbornými publikacemi o umění Slovenska i zahraničí. Prostory galerie také slouží k přednáškám, seminářům a lze je též pronajmout.

## Prostory středoslovenské galerie
Středoslovenská galerie výstavuje ve třech budovách v historickém centru Banské Bystrice. Krátkodobé výstavy jsou organizovány v budově bývalé banskobystrické radnice Praetoria a v Bethlenově domě. Stálá expozice Dominika Skuteckého je umístěna v jeho původní neorenesanční vile postavené podle vlastníkova návrhu v roce 1896. Dům stojí na Horní ulici č. 55. Dnes je sídlem stálé výstavy jeho díla, znovu otevřené 14. února 2012. V roce 2008 byla v prostorách bývalého studia této vily zřízena nová část galerie zvaná room 19_21. Tento prostor je určen výstavám umělců hlavně mladší generace.